# Sesleria uliginosa
Sesleria sadleriana — вид квіткових рослин родини злакових (Poaceae). Ареал: Чехія, Словаччина, Польща.

## Екологія
Зростає на торф'янистих ґрунтах, переважно з підвищеним вмістом карбонатів, які мають високий рівень ґрунтових вод, від низин до пагорбів.

## Біоморфологічна характеристика
Багаторічник. Листки мають гладкі піхви, пластини до 40 см завдовжки, знизу матово-білі. Щільне і скупчене колосоподібне суцвіття коротке, максимум 14 мм завдовжки. Плід — зернівка. Цвіте з травня по червень.